# Markivka, Bilopillea
Markivka (în ucraineană Марківка) este localitatea de reședință a comunei Markivka din raionul Bilopillea, regiunea Sumî, Ucraina.

## Demografie
Componența lingvistică a localității Markivka
     Ucraineană (97,16%)
     Rusă (2,47%)
     Alte limbi (0,25%)
Conform recensământului din 2001, majoritatea populației localității Markivka era vorbitoare de ucraineană (97,16%), existând în minoritate și vorbitori de rusă (2,47%).